# 123º Reggimento fanteria "Chieti"
Il 123º Reggimento "Chieti" è stata un'unità dell'Esercito Italiano con sede a Chieti nella caserma dedicata al Generale Gabriele Berardi. Dal Reggimento dipendeva dal 1º aprile 2006 il 57º Battaglione "Abruzzi" di Sulmona.

## Profilo Storico
Il Reggimento è l'erede del 123º Reggimento fanteria costituitosi dal deposito del 18º Reggimento fanteria, che era inquadrato insieme al 124º Reggimento fanteria nella Brigata "Chieti", costituita il 1º marzo 1915 nell'omonima città.

### Prima guerra mondiale (anni 1915-1918)
Esso prese parte alla Prima guerra mondiale partecipando alle seguenti campagne:
- 1915 - Castelnuovo, Bosco Lancia, Bosco Triangolare, Polazzo, Trincea delle frasche, Sassi Rossi;
- 1916 - Monte Sei Busi, Doberdò, Crni Hrib, Bonetti, Nova Vas;
- 1917 - 1918 - Val Giudicarie, Cima Palone, Val Dastico, Monte Cimone di Tonezza. Il 3 novembre 1918 entrò per primo in Trento che aveva contribuito in modo determinante a liberare. Per il valore dimostrato, la sua Bandiera di Guerra fu insignita della "Croce di Cavaliere dell'Ordine Militare d'Italia". Al termine del conflitto, il 123º Reggimento aveva avuto 48 Ufficiali e 1160 fanti caduti per la Patria. I suoi uomini vennero decorati con 64 medaglie d'argento al valor militare e 111 medaglie di bronzo al valor militare.[1][2]

Il Reggimento fu sciolto nel 1920.

### Tempi recenti

Fregio dell'Arma di Fanteria dell'Esercito Italiano (usato per la Fanteria di Linea)

Il 15 aprile 1985 fu ricostituito in Chieti il 123º Battaglione Fanteria "Chieti" con compiti di addestramento Reclute, per trasformazione del distaccamento del 235º battaglione fanteria "Piceno", al quale sono affidate Bandiera e tradizioni del 123º reggimento fanteria. Nel 1992 cambia la denominazione in 123º Battaglione "Chieti". Il 4 settembre 1997 il battaglione concorre alla ricostituzione del 123º Reggimento "Chieti", trasformato poi in Reparto Addestrativo Volontari (RAV) per l'addestramento dei Volontari in ferma prefissata di un anno (VFP1), alle dipendenze (dal 1º luglio 2005) del Raggruppamento Unità Addestrative di Capua (RUA). Dal 1º aprile 2006 il Reparto inquadra, a fianco del I Battaglione (su tre compagnie: la 1ª Compagnia "Draghi", la 2ª Compagnia "Falchi" e la 3ª Compagnia "Aquile"), il 57º Battaglione "Abruzzi" di Sulmona ed addestra il personale destinato ai Reparti dell'Esercito dislocati nelle regioni Abruzzo, Umbria, Toscana, Campania e Lazio.
Il Reggimento infine, nell'ambito del ridimensionamento dello strumento militare deciso dal Governo Monti, viene sciolto il 27 settembre 2012. La bandiera di guerra è conservata nel Sacrario delle bandiere al Vittoriano.

## Soccorso alla popolazione
- Febbraio 2012: aliquote di personale e mezzi del 123º Rgt. "Chieti" sono mobilitate per l'emergenza maltempo a Chieti e L'Aquila.[3][4]

## Onorificenze
Nella sua storia il 123º Reggimento fanteria "Chieti" ha meritato le seguenti onorificenze alla bandiera:

## Stemma Araldico
Scudo: Partito semitroncato: nel primo di rosso, alla croce d'argento, accantonata da quattro chiavi d'oro, poste in fascia, con gli ingegni attigui al braccio verticale della croce e all'ingiù (Chieti); nel secondo, di azzurro, al monte di tre colli all'italiana, d'argento, fondato sulla partizione; nel terzo, d'argento, all'aquila di nero, con le ali munite di due gambi curvi, terminanti in alto a trifoglio, d'oro, rostrata e armata dello stesso, allumata e linguata di rosso, il petto caricato da tre fìammelle, dello stesso, poste due, una (Trento).
Corona turrita.
Ornamenti esteriori:
lista bifida: d'oro, svolazzante, collocata sotto la punta dello scudo, incurvata con la concavità rivolta verso l'alto, riportante il motto: "CON RINNOVATO ARDOR"
onorificenza: accollata alla punta dello scudo con l'insegna dell'Ordine Militare d'Italia pendente al centro del nastro con i colori della stessa
Sintesi della blasonatura
Scudo di forma Sannitica tripartito.
Nella prima partizione compare "l'arme di Chieti".
Nella seconda partizione in alto "i monti su smalto azzurro" ricordano la partecipazione alla Guerra 1915/18.
Nella seconda partizione in basso "l'arme di Trento" ricorda il contributo alla liberazione della città (3.novembre.1918).

## Insegne e Simboli

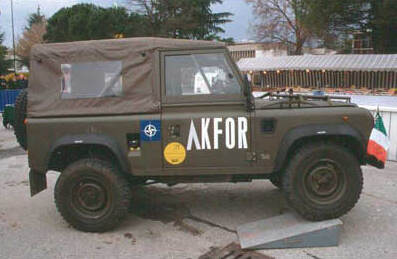
AR 90

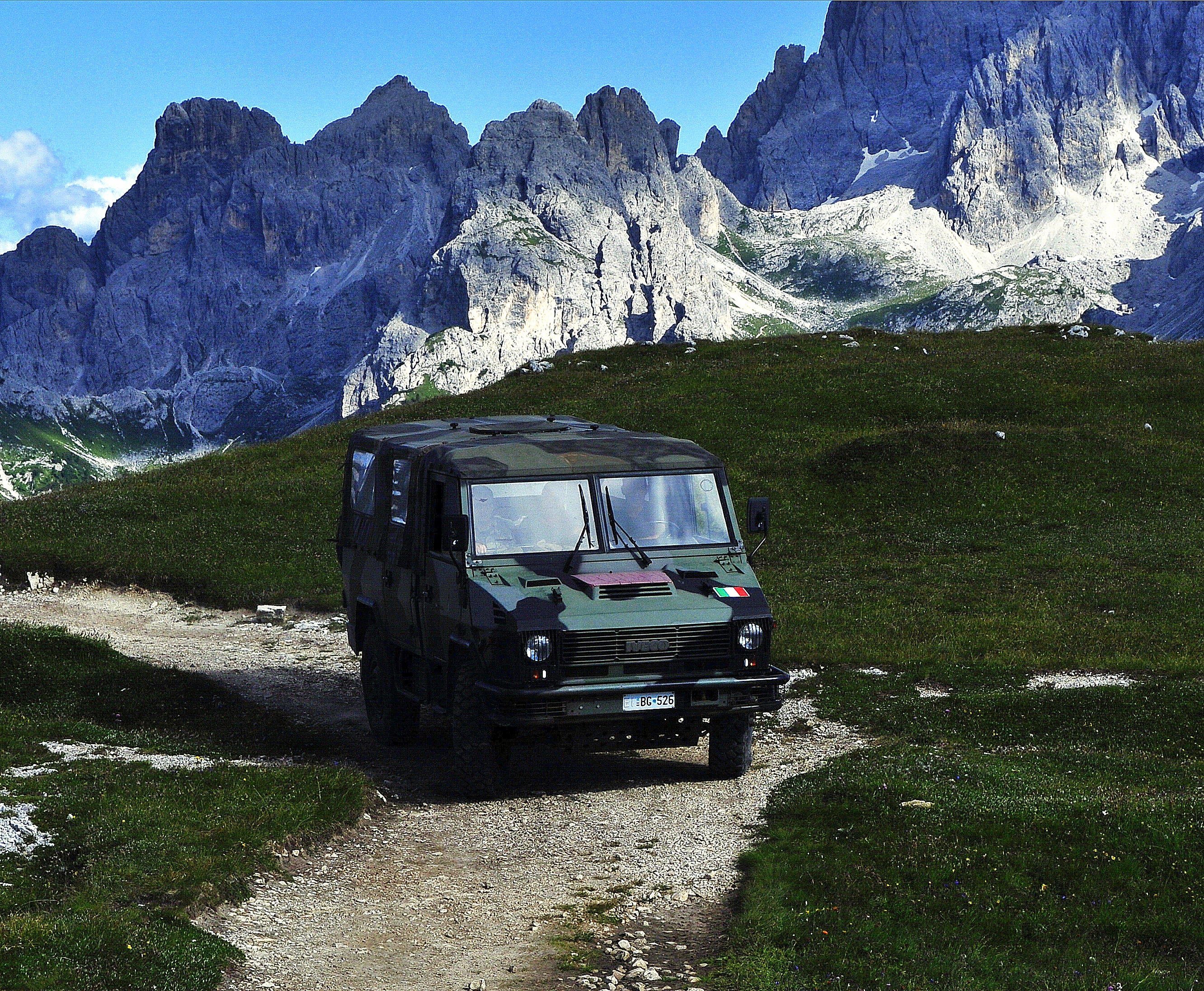
VM 90 Torpedo

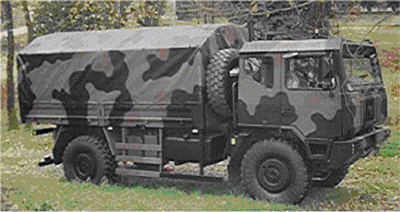
ACTL 4x4

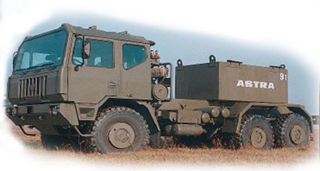
ACTL 6x6

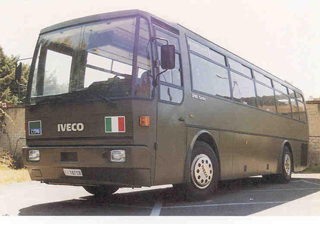
370

- Il Reggimento indossa il fregio della Fanteria (composto da due fucili incrociati sormontati da una bomba con una fiamma dritta). Al centro nel tondino è riportato il numero "123".
- Le mostrine del reggimento sono rettangolari di colore bianco e rosso. Alla base della mostrina si trova la stella argentata a 5 punte bordata di nero, simbolo delle forze armate italiane

## Festa del reggimento
- La festa del reggimento era il 10 agosto, anniversario del combattimento sul Carso a Crni hrib nel 1916.

## Armi e mezzi in dotazione
Informazioni ricavate dalla pagina del 123º Reggimento fanteria "Chieti" sul sito dello Stato Maggiore dell'Esercito.

### Armamento
- Pistola automatica "BERETTA 92 FS" cal.9
- Fucile d'assalto "AR 70/90" cal. 5,56
- Arma di reparto "MINIMI" cal. 5,56
- Arma di reparto "MG 42/59" cal. 7,62 NATO
- OD 82/SE
- Mortaio rigato da 120 mm

### Mezzi
- Land Rover AR 90
- VM 90T
- Iveco ACTL 4x4
- Iveco ACTL 6x6
- Fiat 370
- Fiat A90.14